# Ron Marz
Ron Marz (* 3. April 1959) ist ein amerikanischer Comicautor. Marz wurde vor allem für seine langjährige Arbeit als Autor für die Science-Fiction-Serie Green Lantern bekannt.

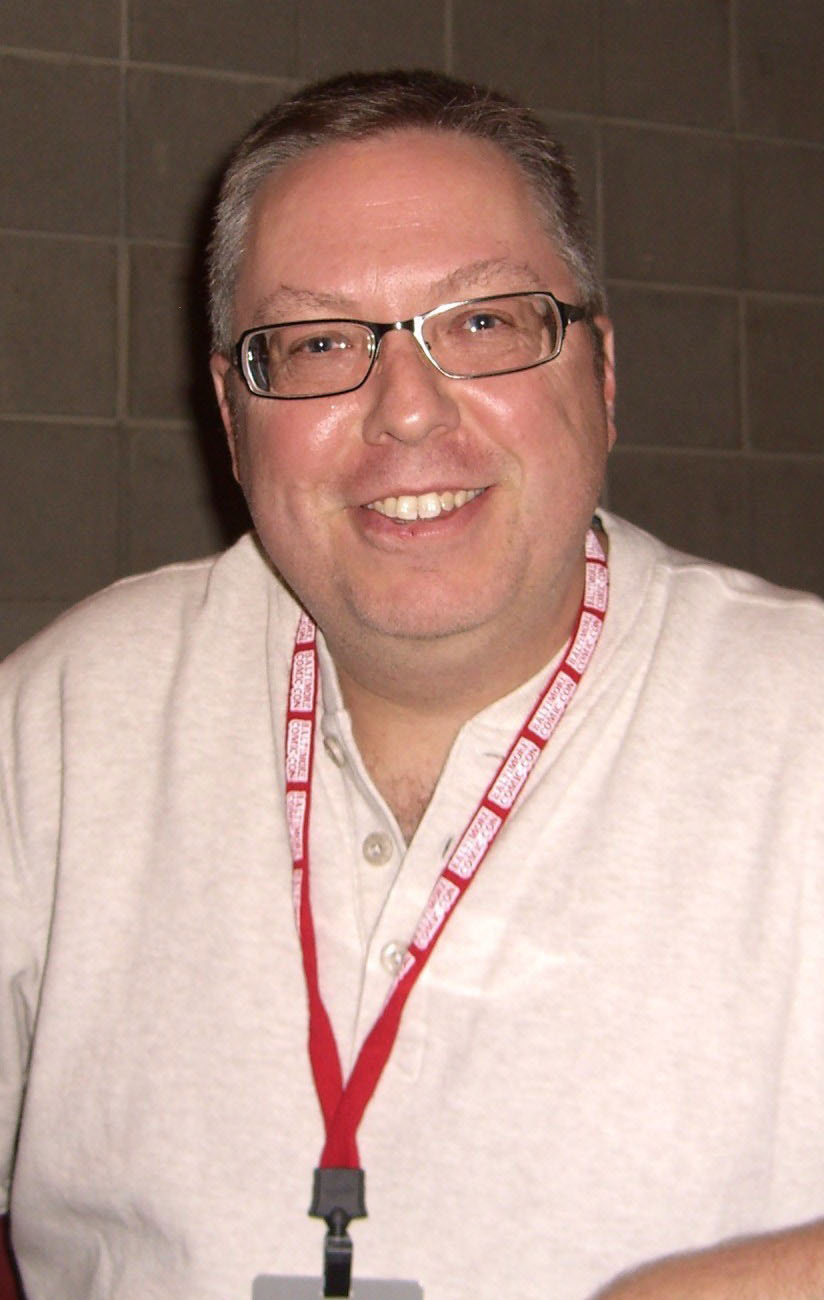
Ron Marz (2010)

## Leben
Marz begann in den 1980er-Jahren als hauptberuflicher Comicautor zu arbeiten. Im Laufe seiner Karriere hat er bislang für die Verlage DC-Comics, Marvel Comics, CrossGen, Dark Horse und Top Cow gearbeitet.
Für DC verfasste er zwei Jahrgänge der Comicserie Superboy (1996 bis 1998) sowie sieben Jahrgänge der Serie Green Lantern, die er nach einem künstlerischen wie kommerziellen Tief 1993/1994 revitalisierte. Für DC schrieb Marz zudem einige Ausgaben der verschiedenen Superman-Serien, sowie die Crossover-Projekte Batman/Aliens (in Kooperation mit Dark Horse) und DC vs. Marvel (in Kooperation mit Marvel Comics).
Für Marvel Comics verfasste er einige Ausgaben der bekannten Serie The Mighty Thor. Für CrossGen schrieb er an den Serien Scion, Mystic, Sojourn und The Path. Für Dark Horse Comics Samurai: Heaven and Earth und diverse Star Wars Geschichten.
Gegenwärtig arbeitet er an einigen Serien für den Verlag Top Cow, darunter Witchblade und Cyberforce. Für Virgin Comics ist er als Redakteur der Serien Devi, Ramayan 3392 A.D. und The Sadhu tätig.

## Marz’ Arbeit an Green Lantern
Marz’ bis heute weitaus bekannteste Arbeit war die siebenjährige Autorenschaft der Serie Green Lantern. Im Zuge seiner Generalüberholung des traditionsreichen Science-Fiction- und Fantasy-Stoffes um den Weltraumhelden mit dem magischen Ring schreckte er auch vor vermeintlich drastischen Änderungen des Serienkonzeptes nicht zurück: So ließ Marz zahlreiche langjährige Nebenfiguren und Schurken der Serie, wie die Wächter des Universums, die Weltraumhelden Killowog und Toma Re, sowie den angestammten Erzfeind des Titelhelden, den David Niven nachempfundenen Weltraumschurken Sinestro, innerhalb der ersten drei Ausgaben seiner Autorenschaft der Serie (#48–50) sterben und zerstörte mit dem Hauptquartier der Green Lanterns auf dem Planeten Oa den traditionellen Hauptschauplatz der Serie. Noch größeres Aufsehen erregte Marz’ Entscheidung den Titelhelden der Serie auszutauschen: Der Testpilot Hal Jordan, der mehr als 30 Jahre lang Green Lantern gewesen war, wurde innerhalb von Marz’ Staffel in einen geisteskranken Schurken namens Parallax transformiert und zugunsten eines neuen Protagonisten ersetzt. Bei diesem handelte es sich um den, eigens zu diesem Zweck von Marz und dem Zeichner der Serie, Darryl Banks, ersonnenen Künstler Kyle Rayner.
Ungeachtet der zahlreichen heftigen Angriffe und sogar Morddrohungen von langjährigen Fans der Figur Hal Jordan, die Marz vorwarfen, sich an ihrem Idol vergangen zu haben, war Marz’ Modernisierung des Green-Lantern-Konzeptes im Ganzen äußerst erfolgreich: Die Verkaufszahlen der Serie verbesserten sich unter Marz’ Regie binnen weniger Monate deutlich, während die eingängigen, phantasie- und actionreichen, einfach strukturierten und geradlinig erzählten Stories beim breiten Publikum und den Kritikern eine gleichermaßen positive Resonanz hervorriefen. Zudem fand Marz’ sensible, sympathische und mit leichtem Humor angereicherte Charakterisierung seiner Figuren den Beifall beider Seiten. Scharfe Kritik an Marz, die diesem eine frauenfeindliche Haltung vorwarf, entzündete sich an der Darstellung einiger seiner weiblichen Protagonisten, insbesondere an der brutalen Ermordung der Freundin seines Titelhelden in Ausgabe #53 der Serie.